# Torre Piemonte
La Torre Piemonte es un edificio de la ciudad santafesina de Rafaela. Cuenta con 20 pisos y su altura es de 60 metros, lo que la convierte en la torre más alta de la ciudad junto a la edificación Torre Mitre, de la misma altura que se encuentra a solo 50 metros de distancia de esta.
Su ubicación es distinguible desde cualquier punto de la ciudad y se puede ver kilómetros antes de ingresar a la ciudad. Su revestimiento es de ladrillos vistos y su uso es residencial y comercial. Su superficie total es de 4000 metros cuadrados, cuenta en su terraza con un spa y una pileta.